# Tipula (Lunatipula) pannonia pannonia
Tipula (Lunatipula) pannonia pannonia is een ondersoort van de tweevleugelige Tipula (Lunatipula) pannonia uit de familie langpootmuggen (Tipulidae). De ondersoort komt voor in het Palearctisch gebied.